# آدان کانتو
آدان کانتو (اسپانیایی: Adan Canto‎؛ ۵ دسامبر ۱۹۸۱ – ۸ ژانویهٔ ۲۰۲۴) بازیگر اهل مکزیک بود. وی از سال ۲۰۰۹ تا ۲۰۲۴ میلادی مشغول فعالیت بود.
از فیلم‌ها یا برنامه‌های تلویزیونی که وی در آن نقش داشته‌است می‌توان به مردان-اکس: روزهای گذشته آینده اشاره کرد.

## زندگی شخصی و مرگ
کانتو در سال ۲۰۱۲ هنگام فیلمبرداری در بروکلین نیویورک با استفانی لیندکوئیست مجسمه‌ساز و نقاش آمریکایی آشنا شد. اولین همکاری هنری آنها فیلم کوتاه قبل از فردا در سال ۲۰۱۴ بود. این دو در ژوئن ۲۰۱۷ ازدواج کردند و در تپه‌های هالیوود زندگی کردند. آنها در سال ۲۰۲۰ صاحب یک پسر و در سال ۲۰۲۲ یک دختر شدند.
کانتو در ۸ ژانویه ۲۰۲۴ بر اثر سرطان آپاندیس در سن ۴۲ سالگی درگذشت.